# Paolo Kessisoglu
Paolo Kessisoglu (Genova, 25 luglio 1969) è un attore, comico e conduttore televisivo italiano, noto principalmente per il duo Luca e Paolo formato con Luca Bizzarri.

## Biografia
È nato da una famiglia genovese di origini armene.
Il nonno paterno, Callisto, era un profugo armeno originario di Smirne che sfuggì, ancora bambino, al genocidio del proprio popolo avvenuto per mano dell'Impero ottomano durante la prima guerra mondiale; riparò con la famiglia dapprima in Grecia e poi in Italia, stabilendosi per svariati anni a Trieste e infine a Genova. Il cognome originario della famiglia, Keshishian, durante l'esodo venne turchizzato in Keşişoğlu (sostituendo la desinenza dei cognomi armeni -ian con quella patronimica turca -oğlu) allo scopo di destare minore attenzione, per poi grecizzarne pronuncia e grafia in Kesísoglou (Κεσίσογλου) in Grecia e infine italianizzarle in Kessisoglu all'arrivo in Italia.
Paolo, da quando è salito alla ribalta, è impegnato in prima persona nel tramandare la memoria del massacro armeno e combattere il negazionismo al riguardo.

## Carriera

### Gli esordi
Kessisoglu comincia suonando la chitarra, esibendosi già tredicenne in varie formazioni jazz nei club della sua città. Nel 1991, durante alcuni provini, conosce il concittadino Luca Bizzarri. Insieme all'amico partecipa alla fondazione del gruppo cabarettistico dei Cavalli Marci, che si metteranno in evidenza nella stagione 1997-1998 nella trasmissione televisiva Ciro, il figlio di Target, condotta da Enrico Bertolino. Il sodalizio con il gruppo dura fino al 1998; nello stesso anno Kessisoglu e Bizzarri, ormai un'affiatata coppia comica, escono dai Cavalli Marci per dare vita al duo comico Luca e Paolo.

### Il duo Luca e Paolo
Nel 1999 Kessisoglu e Bizzarri esordiscono in coppia al cinema in E allora mambo!, per la regia di Lucio Pellegrini. Sempre nello stesso anno prendono parte a una nuova edizione del varietà televisivo Ciro, il figlio di Target, e sull'onda del successo del personaggio di Mimmo Amerelli, un disc jockey malavitoso, incidono con la collaborazione di Molella il singolo dance Alla consolle.
Nel 2000 l'intera squadra di E allora mambo! ritorna al cinema con Tandem. Nello stesso anno il duo approda su MTV con un nuovo programma, MTV Trip, in cui gira l'Italia a bordo di carro funebre, chiacchierando e creando parodie, sketch e filmati divertenti del paese in cui alloggiavano: lo show ottiene un discreto successo e arriva fino alla quarta edizione, girata anche in Spagna. Ancora nello stesso anno doppiano il film Disney Le follie dell'imperatore e diventano conduttori, sempre accanto a una presenza femminile che cambierà negli anni, del programma Le Iene di Italia 1. Nel 2001 i due partecipano nelle vesti dei "municipali" (due vigili della polizia) al video della canzone Supereroi dei Meganoidi, estratta dall'album Into the Darkness, Into the Moda: il brano diventa la sigla del programma Le Iene. Sempre nello stesso anno sono anche nel cast di Mai dire Gol. Tra il 2002 e il 2003 prestano le loro voci al cartone animato Sitting Ducks e al film d'animazione spagnolo La foresta magica.

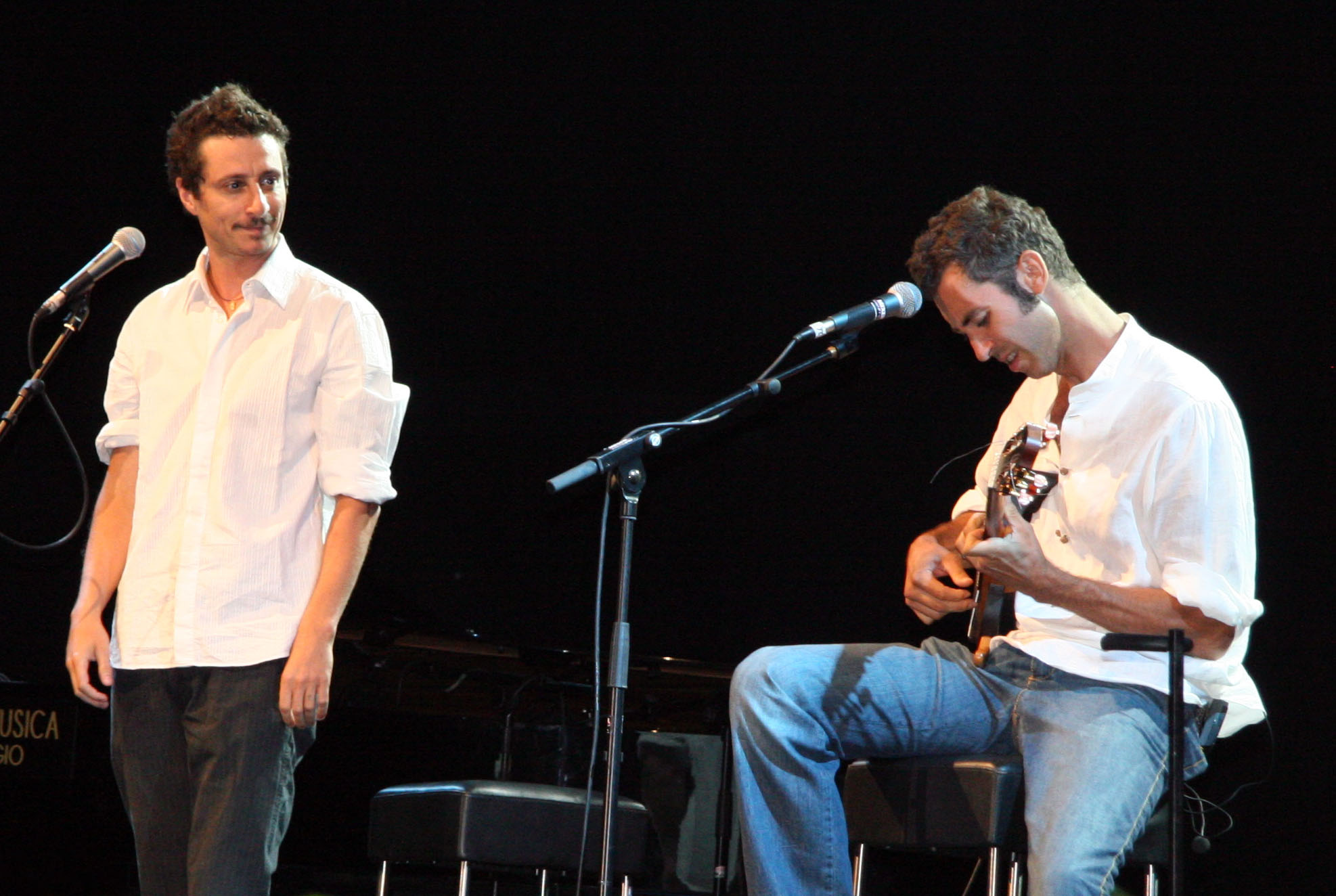
Da destra: Kessisoglu nel 2008 insieme a Luca Bizzarri, con cui forma dal 1998 il duo Luca e Paolo.

Nel 2003 partecipano inoltre all'adattamento italiano del format internazionale di successo Camera Café, dove Kessisoglu interpreta uno dei protagonisti, Paolo Bitta. Nell'autunno 2004 i due comici presentano lo show televisivo comico Superciro, remake del programma che li ha resi celebri, mentre nell'ottobre 2005 ricevono entrambi il premio per la migliore interpretazione maschile al Festival del film italiano di Annecy per il film ...e se domani. Nel 2007 sono i protagonisti della sitcom ispirata alla commedia omonima di Neil Simon, La strana coppia, e l'anno dopo interpretano una piccola parte nel film Asterix alle Olimpiadi. Nello stesso anno, dopo quasi otto stagioni come presentatori de Le Iene, Luca e Paolo ne lasciano temporaneamente la conduzione a Fabio De Luigi; tornano alla conduzione della trasmissione, a fianco di Ilary Blasi, nel gennaio 2009.
Frattanto nel 2008 Kessisoglu collabora con l'edizione italiana di GQ, per conto del quale racconta i più importanti concerti tenuti in Italia durante l'estate: in questo contesto, il 31 maggio partecipa al concerto dei Negramaro allo stadio Giuseppe Meazza di Milano, esibendosi con la chitarra durante un loro brano, l'11 giugno prende parte a un concerto del chitarrista Joe Satriani a Trezzo sull'Adda, suonando un piccolo pezzo alla chitarra, e il 16 luglio partecipa al concerto dei Deep Purple al Teatro Smeraldo di Milano, suonando sul palco la chitarra ritmica durante l'esecuzione di Smoke on the Water. Nel febbraio 2011, insieme a Bizzarri e a Gianni Morandi, Belén Rodríguez ed Elisabetta Canalis, conduce il Festival di Sanremo 2011. Ancora assieme a Bizzarri, l'anno successivo conducono dapprima Scherzi a parte, poi nel 2014 il varietà Giass, e infine l'anno dopo il programma comico Colorado, che conducono anche l'anno successivo.
Dopo alcune collaborazioni con Dimartedì e Amici di Maria De Filippi, sempre con l'amico Bizzarri, nella stagione 2017-2018 il duo torna sul piccolo schermo, prendendo le redini del programma sportivo Quelli che il calcio insieme a Mia Ceran, e realizzando una nuova stagione di Camera Café; inoltre con Bizzarri è tra i protagonisti di Immaturi - La serie. Nel febbraio 2019 è il fautore di C'è da fare, canzone incisa insieme a 25 cantanti italiani, per sostenere l'area genovese della Val Polcevera colpita dalla tragedia del ponte Morandi.
Nel 2023, sempre insieme a Bizzarri, dapprima partecipa alla terza edizione del game show LOL - Chi ride è fuori di Prime Video e poi affianca Loretta Goggi nel varietà Benedetta primavera di Rai 1.

## Vita privata
È stato legato per circa vent'anni alla conduttrice e giornalista Sabrina Donadel, conosciuta nel 2003 e sposata pochi mesi dopo, da cui l'anno successivo ha avuto una figlia. Come la ex moglie, Kessisoglu è vegetariano e condivide l'impegno a favore di attività solidali. È inoltre un grande tifoso del Genoa, passione ereditata dal padre Pietro, che era stato per molti anni il presidente del coordinamento club rossoblù.

## Filmografia

### Cinema
- E allora mambo!, regia di Lucio Pellegrini (1999)
- Tandem, regia di Lucio Pellegrini (2000)
- Oggi è una bella giornata, regia di Marco Bellocchio – cortometraggio (2003)
- ...e se domani, regia di Giovanni La Parola (2005)
- Asterix alle Olimpiadi (Astérix aux Jeux Olympiques), regia di Frédéric Forestier e Thomas Langmann (2008)
- Immaturi, regia di Paolo Genovese (2011)
- Immaturi - Il viaggio, regia di Paolo Genovese (2012)
- Colpi di fortuna, regia di Neri Parenti (2013)
- Un fidanzato per mia moglie, regia di Davide Marengo (2014)
- Un figlio di nome Erasmus, regia di Alberto Ferrari (2020)
- Per tutta la vita, regia di Paolo Costella (2021)
- Il giorno più bello, regia di Andrea Zalone (2022)
- Da grandi, regia di Fausto Brizzi (2023)
- Ari - Cassamortari, regia di Claudio Amendola (2024)

### Televisione
- Camera Café – sitcom (2003-2017) – Paolo Bitta
- La strana coppia – serie TV, 30 episodi (2007)
- I Cesaroni – serie TV, episodio 4x10 (2010) – cameo
- Così fan tutte – sitcom (2011)
- Immaturi - La serie – serie TV, 8 episodi (2018)

## Programmi TV
- Ciro, il figlio di Target (1997-1998)
- Ciro (1999)
- MTV Trip (2000-2001)
- Mai dire Gol (2001)
- Le Iene (2001-2011)
- Ciro presenta Visitors (2003)
- Superciro (2004)
- Festival di Sanremo (2011)
- Scherzi a parte (2012)
- RadioItaliaLive - Il concerto (2013-2019, 2022-2023)
- Giass (2014)
- Colorado (2015-2016)
- Dimartedì (2017, 2021-in corso)
- Amici di Maria De Filippi (2017)
- Quelli che il calcio (2017-2021)
- Quelli che... dopo il TG (2018)
- Sanremo Giovani 2018 (2018)
- Ballata per Genova (2019)
- Quelli che il lunedì (2021)
- LOL - Chi ride è fuori (2023)
- Benedetta primavera (2023)

## Doppiaggio
- Bloblò in Trilli, Trilli e il tesoro perduto e Trilli e il grande salvataggio
- Kronk ne Le follie dell'imperatore
- Ho-Ho ne La foresta magica
- Aldo in Sitting Ducks

## Videoclip
- Penso positivo - Jovanotti (1994)
- Supereroi contro la Municipale – Meganoidi (1998)
- Baluba – Flabby (1999)
- Immaturi – Alex Britti (2011)

## Discografia

### Singoli
- 2019 – C'è da fare
- 2023 – Born to Be Alive
- 2025 – Paura di me (con IAMMOLLIE)